# Assassinat a l'Orient Express
|  | Aquest article tracta sobre la novel·la. Si cerqueu la pel·lícula, vegeu «Assassinat a l'Orient Express (pel·lícula)». |

Assassinat a l'Orient Express és una novel·la detectivesca de l'escriptora britànica Agatha Christie publicat per Collins Crime Club l'1 de gener de 1934 i als Estats Units per Dodd, Mead and Company més tard el mateix any, amb el títol Murder in the Calais Coach. L'edició britànica va ser posada a la venda amb un preu de set xílings i sis penics (7/6). A la novel·la apareix el famós detectiu belga Hercule Poirot.

## Títol de la novel·la
El títol que es va donar a la novel·la als Estats Units, Murder in the Calais Coach, va ser utilitzat per evitar una confusió amb la novel·la de 1932 de Graham Greene Stamboul Train, la qual va ser publicada als EUA com Orient Express.

## Personatges
ANDRENYI (comte) i muller: Ell, diplomàtic hongarès; tots dos passatgers de l'Orient Express.
ARBUTHNOT: Coronel de l'exèrcit anglès a l'Índia i viatger de l'esmentat ferrocarril.
BOUC: Belga, director de la Compagnie Internationale des Wagons-Lits i molt amic de Poirot des d'anys enrere.
CONSTANTINE: Metge grec, un altre viatger de l'esmentat tren.
DEBENHAM (Mary): Companya de viatge dels citats anteriorment.
DRAGOMIROFF: Princesa russa, també passatgera de l'Orient Express.
FOSCARELLI (Antonio): Venedor de la Ford, un altre dels viatgers del tren.
HARDMAN (Cyrus): Nord-americà, viatjant, un més dels passatgers de l'esmentat ferrocarril.
HUBBARD: Dona de certa edat nord-americana, mestra, i també viatgera com els altres.
MACQUEEN (Héctor): Secretari de Ratchett.
MASTERMAN: Criat de Ratchett.
MICHEL (Pierre): Encarregat del cotxe llit de l'Orient Express.
OHLSSON (Greta): Infermera sueca, viatgera del mateix ferrocarril.
POIROT (Hércules): Detectiu, protagonista d'aquesta novel·la.
RATCHETT (Samuel): Un milionari, viatger de l'Orient Express, assassinat en un dels cotxes.
SCHMIDT (Hildegarde): Donzella de la princesa.

## Argument
Després de resoldre un important cas a Síria, Hercule Poirot es disposa a tornar a Anglaterra a bord de l'Orient Express des d'Istanbul, que en aquesta època de l'any, hivern sever, acostuma a anar buit, però en aquesta ocasió va inusualment ple i Poirot tan sols aconsegueix una llitera gràcies al seu amic monsieur Bouc, que és director de la Compagnie Internationale des Wagons-Lits. Quan un tal senyor Harris no es presenta, Poirot ocupa el seu lloc, juntament amb un jove nord-americà anomenat Héctor McQueen. La segona nit, Poirot aconsegueix un compartiment per a ell sol, que li cedeix monsieur Bouc.
Aquella mateixa nit, prop de Belgrad, uns vint-i-tres minuts abans de la 1:00 am, Poirot es desperta en sentir un soroll, que sembla venir del compartiment continu, ocupat per un milionari nord-americà anomenat Samuel Ratchett. Quan Poirot treu el cap per veure què passa, veu a l'encarregat del vagó, Pierre Michel, trucar a la porta de Ratchett. Una veu contesta en francès Ce n'est rien. Je me suis trompé, que significa "No és res. M'he equivocat", i l'encarregat va a atendre a una altra crida. Poirot decideix tornar al llit, però no aconsegueix adormir-se perquè el tren sembla haver-se aturat i a més té set.
En llevar-se, sent a una dama nord-americana, Mrs. Hubbard, tocar el timbre insistentment. Poirot crida a Michel i li demana una ampolla d'aigua mineral, i s'assabenta que Mrs. Hubbard creu que algú ha entrat al seu compartiment. També s'informa que el tren s'ha quedat bloquejat a causa d'una tempesta de neu. Poirot s'acomiada de Michel i prova de tornar a dormir, però un cop a la seva porta el torna a despertar. Aquesta vegada, en treure el cap per la porta, tot està en silenci i només veu una dona d'esquena amb un quimono escarlata.
L'endemà al matí descobreixen que Ratchett ha estat assassinat amb dotze apunyalaments mentre dormia. Amb tot, les pistes i els fets són molt misteriosos, ja que alguns apunyalaments són molt profunds i altres són simples esgarrapades. A més unes semblen fetes per una persona dretana i altres per una persona esquerrana.
Poirot troba nombroses pistes al compartiment de la víctima i al tren, com un mocador de llit amb la inicial "H" brodada, un netejapipes i un botó de l'uniforme dels treballadors del tren. Aquestes pistes suggereixen que l'assassí o assassins han estat molt descuidats, però cada pista sembla assenyalar a un culpable diferent, el que fa pensar que algunes d'elles han estat simulades.
Al reconstruir un fragment d'una carta cremada, Poirot descobreix que Ratchett era un fugitiu dels Estats Units anomenat Cassetti. Cinc anys abans, Cassetti va segrestar una nena de tres anys anomenada Daisy Armstrong. Tot i que la família Armstrong va pagar un bon rescat, Cassetti va assassinar la nena i fugí del país amb els diners. La mare de Daisy, Sonia Armstrong, estava embarassada quan es va assabentar de la mort de Daisy. El xoc va fer que donés a llum prematurament i el nen i ella van morir. El seu marit, el coronel Armstrong, es va pegar un tret embogit pel dolor. La nana, Susanne, va ser considerada sospitosa per la policia i es va suïcidar llençant-se per una finestra, amb el que es va demostrar que era innocent.
Les proves augmenten i ho fan en diverses direccions totalment diferents, fet que sembla desafiar a l'intel·lecte de Poirot. Una de les proves crucials, el quimono escarlata que una dona desconeguda portava posat la nit de l'assassinat, apareix a la maleta de Poirot.
Poirot descobreix que alguns dels passatgers tenen relació amb la víctima i altres la tenen amb la família Armstrong.
- Edward Masterman era ordenança del coronel Armstrong duran la Primera Guerra Mundial.
- Coronel Arbuthnot era company i el millor amic del coronel Armstrong.
- Mrs. Hubbard és en realitat una actriu anomenada Linda Arden (el seu nom real, Linda Goldenberg), la mare de Sònia Armstrong i àvia de Daisy.
- La comtessa Andrenyi (cognom de soltera Goldenberg) és la germana de Sònia Armstrong i tieta de Daisy.
- La princesa Dragomiroff era la padrina de Sònia Armstrong.
- Miss Debenham era secretària de Sònia Armstrong i institutriu de Daisy.
- Héctor MacQueen era fill del fiscal encarregat del cas.
- Hildegarde Schmidt era la cuinera de la família Armstrong.
- Antonio Foscarelli era el xofer de la família Armstrong.
- Greta Ohlsson va ser la primera mainadera de Daisy.
- Pierre Michel és el pare de Suzanne, la donzella que es va suïcidar quan va ser acusada falsament.
- Cyrus Hardman era un policia que festejava amb Susanne.

Després d'analitzar els testimonis dels viatjers i les proves, Poirot convoca als dotze sospitosos, monsieur Bouc i al doctor Constantine, els seus companys d'investigació, al vagó restaurant i dona dues possibles explicacions de l'assassinat de Ratchett: o bé un desconegut ha pujat al tren i l'ha mort en nom de la màfia o que es van conjurar entre tots i d'aquí les diferents punyalades. Linda Arden confessa que té raó en la segona opció, i que el pla inicial de venjança va ser idea seva, per la qual cosa demana assumir totes les responsabilitats. Però monsieur Bouc i Constantine decideixen assumir com a real la hipòtesi del desconegut i és la que declaren.

## Crítiques a la premsa
El Times Literary Supplement de l'11 de gener de 1934 va resumir l'argument i va concloure que "Les petites cèl·lules grises han resolt un cop més el que aparentment era irresoluble. La sra. Christie fa un conte improbable molt real i manté als seus lectors intrigats fins al final".
Al The New York Times Book Review del 4 de març de 1934, Isaac Anderson va acabar la seva crítica dient que "Els encerts del gran detectiu belga són més que astuts; són positivament miraculosos. Tot i que l'argument de l'assassinat i la seva resolució semblen impossibles, Agatha Christie ha contribuït a fer-los convincents per al seu temps; pot un addicte a les novel·les de misteri més que això?"
La crítica a The Guardian del 12 de gener de 1934 va declarar que l'assassinat podria haver estat perfecte si Poirot no hagués estat al tren o si no hagués sentit la conversa entre Miss Debenham i el coronel Arbuthnot abans de pujar al tren, però que, malgrat tot les petites cèl·lules grises havien treballat de manera admirable i la solució havia sorprès tant al seu propietari com al lector, ja que el secret estava ben guardat i havia estat revelat formidablement per la Sra. Cristie"
Robert Barnard va dir que la novel·la va ser la millor de les històries de trens. L'Orient Express, cobert de neu a Iugoslàvia, proporciona el decorat ideal per a una novel·la de misteri i l'excusa perfecta per a un grup de passatgers internacionals. Conté la meva línia favorita de tot el treball de Christie: - pobra criatura és sueca -. La solució s'amaga impecablement i s'utilitza intel·ligentment l'alfabet ciríl·lic. La solució va encoleritzar Raymond Chandler, però no molestaria a ningú que no insistís a fer les històries de detectius exactament iguals a les reals "